# Листовёртка райская
Листовёртка райская (лат. Acleris paradiseana) — вид бабочек из семейства листовёрток. Распространён в Амурской области, Хабаровском и Приморском краях, Сахалинской области, на южных Курильских островах (Кунашир), в Японии (Хоккайдо, Хонсю), на Корейском полуострове и в Китае. Обитают на опушках в нарушенных долинных и пойменных, широколиственных и смешанных лесах, а также в зарослях плодовых кустарников, садах и парках. Бабочек можно наблюдать с конца июля по середину сентября. Размах крыльев 16—25 мм.